# MCPBA
mCPBA är en vedertagen förkortning för meta-klorperbensoesyra. mCPBA är ett starkt oxidationsmedel, som kan orsaka brand vid kontakt med brandfarligt material och som funnit stor användning inom organisk syntes. mCPBA föredras ofta framför andra peroxisyror på grund av dess relativa lätthet att hantera.
mCPBA är brandfarlig och potentiellt explosiv. Kommersiellt tillgänglig mCPBA är vatteninnehållande och får inte innehålla mer än 75 % aktiv substans, en vanlig förorening är meta-klorbensoesyra.

## Framställning
mCPBA kan framställas genom att omsätta m-klorbensoylklorid med en basisk lösning av väteperoxid , följt av surgöring.
Det säljs kommersiellt som en lagringsstabil blandning som är mindre än 72 procent mCPBA, medan resten består av -klorbensoesyra (10 procent) och vatten. Peroxisyran kan renas genom att tvätta det kommersiella materialet med en natriumhydroxid- och kaliumfosfatlösning buffrad vid pH = 7,5. Peroxisyror är i allmänhet något mindre sura än deras motsvarande karboxylsyra, varför man kan extrahera den sura föroreningen genom noggrann kontroll av pH. Det renade materialet är någorlunda stabilt mot nedbrytning om det förvaras vid låga temperaturer i en plastbehållare.
I reaktioner där den exakta mängden mCPBA måste kontrolleras, kan ett prov titreras för att bestämma den exakta mängden aktiv oxidant.

## Användning
Följande oxidationer utförs med fördel av mCPBA:
- Oxidation av aldehyder till karboxylsyror (Baeyer-Villiger-oxidation).
- Oxidation av ketoner till estrar (Baeyer-Villiger-oxidation).
- Epoxidering av alkener till epoxider (Prilezhaev reaction),
- Oxidation av sulfider till sulfoxider och sulfoner.
- Oxidation av aminer till N-oxider.

Följande schema visar epoxidation av cyklohexen med mCPBA:
Prilezhaevreaktionen sker genom att cis- eller transgeometri av alkenmaterialet överförs i produktens epoxidring. Transitiontillståndet av Prilezhaevreaktionen visas nedan: